# Golliwog

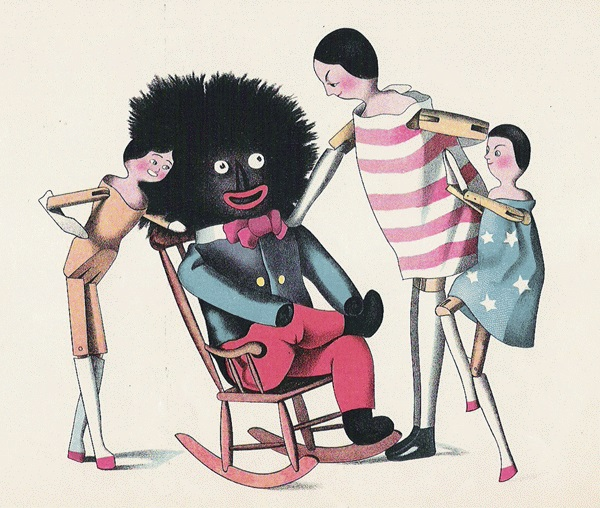
Le personnage du Golliwog dans The Adventures of two Dutch Dolls (1895).

Un golliwog (prononcé en anglais : /ˈɡɒliwɒɡ/), aussi appelé golliwogg ou golly, est une poupée de chiffon ou d'étoffe représentant une personne noire aux cheveux crépus, généralement de sexe masculin.
Les poupées sont ainsi désignées d'après Golliwogg, le nom propre d'une poupée apparue en 1895 dans le livre pour enfants The Adventures of Two Dutch Dolls [« Les Aventures de deux poupées néerlandaises »] de Bertha et Florence Kate Upton (en). Inspiré des personnages des minstrel shows, le golliwog est par la suite commercialisé sous forme de poupées et de produits dérivés et connaît une forte popularité en Angleterre dans la première moitié du XXe siècle et pendant l'après-guerre. Il a également été utilisé à des fins publicitaires, notamment par le fabricant de confiture James Robertson & Sons, et repris par d'autres auteurs de livres pour enfants, dont Enid Blyton. Il a par ailleurs inspiré le titre de la pièce pour piano Golliwog's Cakewalk de Claude Debussy, dans sa suite Children's corner.
Dans la seconde moitié du XXe siècle, les golliwogs commencent à faire l'objet d'une controverse : on les accuse en effet de véhiculer un stéréotype raciste. La polémique autour de ces jouets donne lieu à un certain nombre de faits divers, dont notamment une remarque de Carol Thatcher —  comparant Jo-Wilfried Tsonga à un golliwog — qui lui a valu d'être écartée d'une émission de la BBC.
Le nom du personnage serait en outre à l'origine du mot wog (prononcé en anglais : /wɒɡ/), terme péjoratif utilisé pour désigner les Noirs et d'autres groupes ethniques. Le sociologue américain David Pilgrim désigne cette représentation comme « la moins connue des grandes caricatures anti-Noirs aux États-Unis. ».

## Dans la fiction

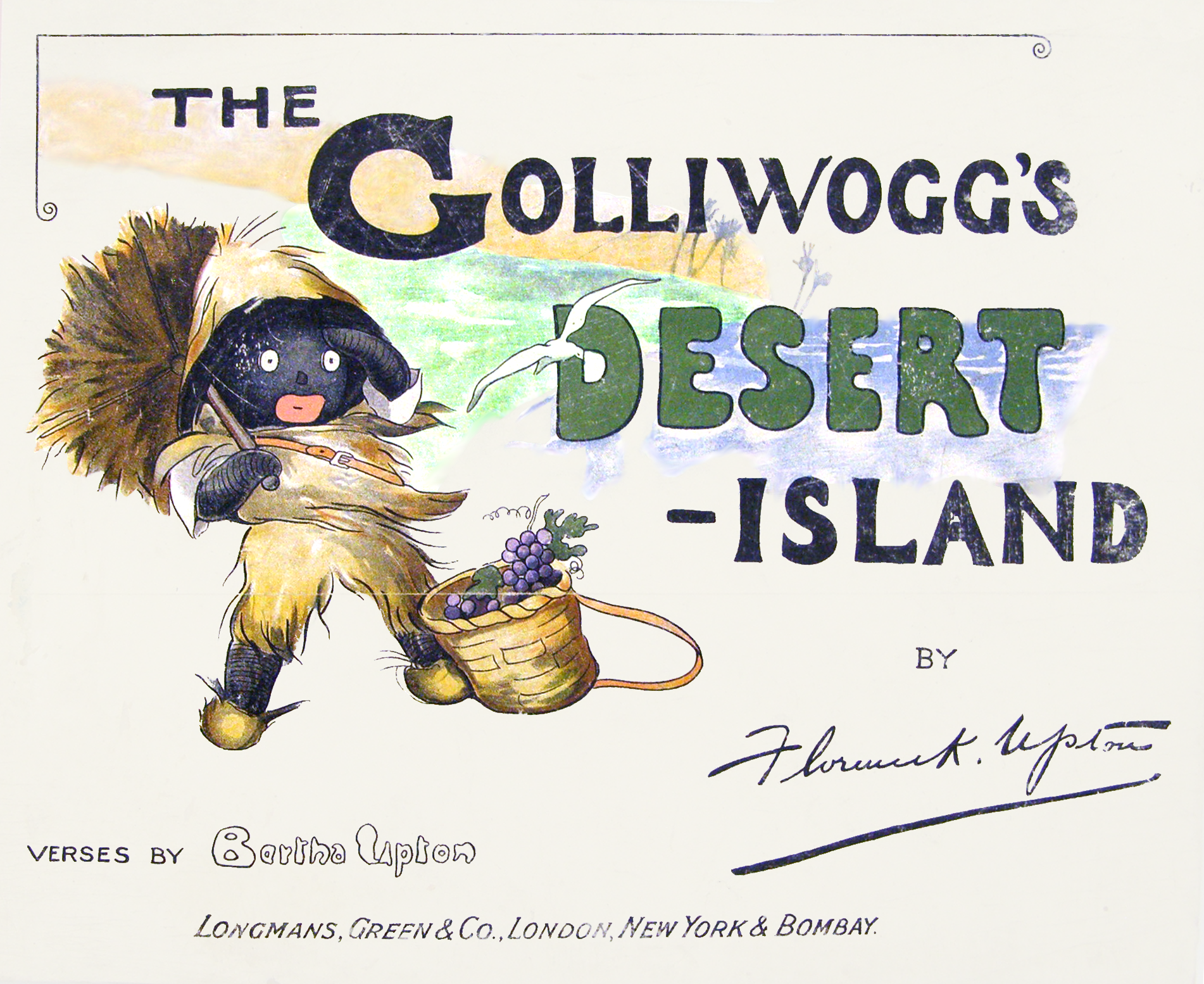
Couverture du livre pour enfants The Golliwogg's Desert-Island, par Bertha et Florence Kate Upton, 1906.

Le quinzième épisode La Mort en marche (The Girl Who Was Death, 1967), de la série anglaise Le Prisonnier, présente une scène où une pièce, dans laquelle se trouve le héros racontant une histoire à trois enfants, est pleine de jouets dont une poupée golliwog.